# Torre Mohamed VI
La Torre Mohamed VI es un rascacielos en construcción de uso mixto en el municipio de Salé, limítrofe con Rabat, capital de Marruecos. A su conclusión en 2022, medirá 250 metros distribuidos en 55 pisos y será detrás la Iconic Tower (394 m) y la Torre F de Abiyán (283 m) el tercer rascacielos más alto de África. Su uso será residencial, hotelero y de oficinas. Las oficinas serán ocupadas por el banco marroquí BMCE Bank. Las últimas cuatro plantas acogerán un observatorio. La ceremonia de primera piedra tuvo lugar el 9 de marzo de 2016 colocada por el rey de Marruecos, Mohamed VI. Las obras comenzaron en enero de 2019, con los trabajos de fundación a una profundidad de 80 metros. Tendrán un coste de 357 millones de euros.
Está proyectada por el arquitecto español Rafael de La-Hoz Castanys con la colaboración del arquitecto marroquí Hakim Benjelloun. Se encuentra cercano al Gran Teatro de Rabat, diseñado por Zaha Hadid.
La UNESCO ha mostrado rechazo al proyecto al ubicarse en el estuario del río Bu Regreg donde jamás ha habido inmuebles de más de tres alturas.